# Вошонвилье
Вошонвилье́ (фр. Vauchonvilliers) — коммуна во Франции, находится в регионе Шампань — Арденны. Департамент — Об. Входит в состав кантона Вандёвр-сюр-Барс. Округ коммуны — Бар-сюр-Об.
Код INSEE коммуны — 10397.
Коммуна расположена приблизительно в 175 км к востоку от Парижа, в 80 км южнее Шалон-ан-Шампани, в 34 км к востоку от Труа.

## Население
Население коммуны на 2008 год составляло 134 человек.
| 1962 | 1968 | 1975 | 1982 | 1990 | 1999 | 2008 |
| ---- | ---- | ---- | ---- | ---- | ---- | ---- |
| 146  | 176  | 166  | 151  | 134  | 123  | 134  |

## Экономика
В 2007 году среди 78 человек в трудоспособном возрасте (15—64 лет) 56 были экономически активными, 22 — неактивными (показатель активности — 71,8 %, в 1999 году было 67,5 %). Из 56 активных работали 49 человек (26 мужчин и 23 женщины), безработных было 7 (5 мужчин и 2 женщины). Среди 22 неактивных 3 человека были учениками или студентами, 13 — пенсионерами, 6 были неактивными по другим причинам.

## Достопримечательности
- Церковь святых Петра и Павла (XII век). Памятник истории с 1989 года[3]